# احمد صبحی (بازیکن فوتبال، زاده ۱۹۹۱)
احمد صبحی (عربی: أحمد صبحي؛ زادهٔ ۴ مارس ۱۹۹۱) بازیکن فوتبال اهل مصر است.
از باشگاه‌هایی که در آن بازی کرده‌است می‌توان به باشگاه فوتبال انپی اشاره کرد.
وی همچنین در تیم‌های ملی فوتبال زیر ۲۳ سال مصر، و مصر بازی کرده‌است.